# Entrenamiento con pesas

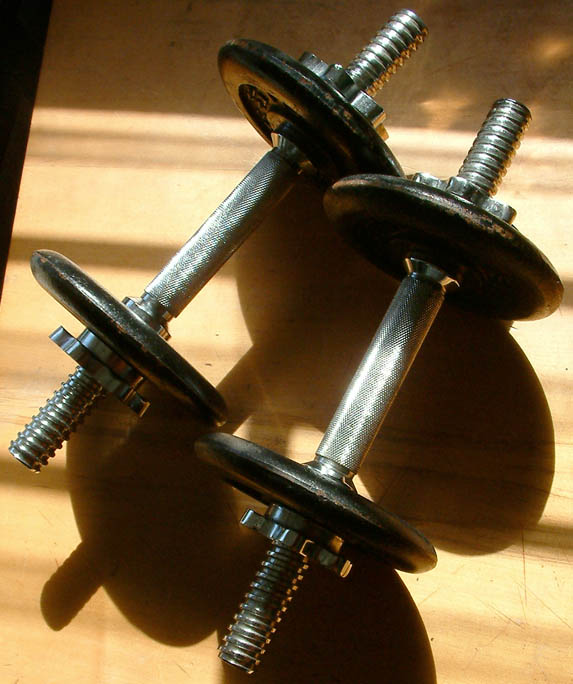
Las mancuernas son elementos muy usados en el entrenamiento con pesas.

El entrenamiento con pesas o entrenamiento con cargas es una manera habitual de ejercicio, en el cual se usa la fuerza de gravedad (a través de los discos, las mancuernas, las máquinas con polea y/o palancas) que se opone a la contracción muscular. Realizado propiamente, el entrenamiento con pesas puede proporcionar beneficios funcionales significativos, como: el aumento de tono muscular, el aumento de la masa muscular, la ayuda en la reducción de peso, y una mejora en la salud en general y del bienestar.
El entrenamiento con pesas es usado en varios deportes, como complemento al plan de entrenamiento, y en rehabilitación; pero los deportes de los que se deriva directamente de este tipo de ejercicio para el entrenamiento de la fuerza, son el culturismo, la halterofilia, el powerlifting, la lucha olímpica, strongman y el CrossFit.

## Historia

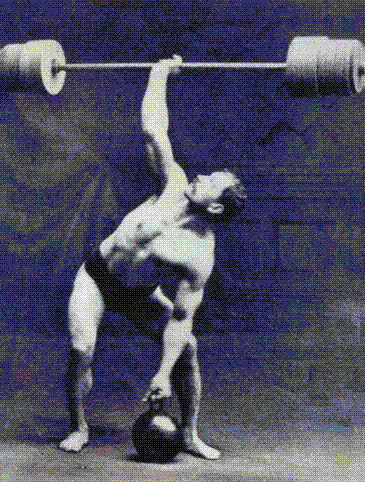
Arthur Saxon con una antigua barra cargada y una pesa rusa.

Hipócrates explicó por primera vez de qué se trataba el entrenamiento con peso cuando escribió «el que utiliza esto se desarrolla, y quien no lo utiliza está desperdiciando su tiempo». El entrenamiento de resistencia progresiva data mínimamente de la Antigua Grecia, personajes legendarios como el luchador Milón de Crotona entrenaba llevando un ternero recién nacido sobre su espalda todos los días hasta que este creció, siguiendo el principio de sobrecarga. Otro griego, el médico Galeno, describió el entrenamiento de fuerza usando halteras, una antigua forma de mancuernas.
Otro instrumento antiguo de ejercicio era el garrote o bolo turco, creado en la antigua Persia. Posteriormente, hacia el siglo XIX, estos elementos se volvieron populares en Inglaterra y Estados Unidos.
La mancuerna propiamente dicha se unió a los diferentes tipos de barra a finales del siglo XIX. Las primeras barras tenían globos huecos que podían ser llenados con arena o ser enteramente de plomo, pero antes de comenzar el siglo XX fueron reemplazados por los actuales discos.
En los años sesenta se comenzaron a implementar las máquinas de ejercicio por palancas y poleas en los gimnasios, como la famosa Nautilus. El entrenamiento con pesas y el culturismo aumentaron su popularidad en la década de 1980, debido en parte a la película Pumping Iron y a la posterior popularidad de Arnold Schwarzenegger. Desde los años noventa se incrementó la cantidad de mujeres entrenando con pesas, influenciadas por programas de entrenamiento como Body for Life. Actualmente una de cada cinco mujeres (en EE. UU.) entrenan con pesas.

## Principios básicos
Al igual que en otros tipos de entrenamiento para desarrollar una mayor capacidad de fuerza, en el realizado con pesas el principio fundamental se basa en organizar y ejecutar diversas series de repeticiones (las cuales indican el porcentaje de esfuerzo muscular a realizar) según cada objetivo, así como también a la(s) zona(s) muscular(es) a desarrollar.
Para trabajar las distintas zonas, idealmente las sesiones de entrenamiento deben estar divididas en rutinas o planes de entrenamiento, que incluyan un debido calentamiento (a base de ejercicios de rotación articular, activación cardiovascular y estiramientos), así como ejercicios monoarticulares (llamados de aislamiento o de grupos musculares específicos) de los músculos agonistas y antagonistas, así como de los músculos estabilizadores, como el abdomen y la zona baja de la espalda o lumbar; (un ejemplo de tres sesiones semanales, podría ser: miércoles-pecho, hombros y tríceps; jueves-espalda, bíceps, trapecios y antebrazos; viernes-cuádriceps, isquiotibiales, glúteos y pantorrillas), así como una vuelta a la calma por medio de una adecuada sesión de enfriamiento.
Esta división cíclica del trabajo muscular está bien para entrenamientos básicos, pero en otros deportes como el powerlifting se debe entrenar haciendo énfasis en los ejercicios básicos poliarticulares (llamados compuestos o con participación de varios grupos musculares) como son el peso muerto, la sentadilla, la dominada, el press de banca, el press militar, el remo con barra, el hip thrust, entre otros.

### Ejemplo de descripción de un ejercicio
Press en banco plano con mancuernas:
Acostado sobre un banco plano, con el torso apoyado desde la cabeza hasta los glúteos, las piernas dobladas, los pies asegurados o apoyados en el piso, y una correcta retracción y depresión escapular.
Se agarra una mancuerna con cada mano con los brazos y las palmas formando un rectángulo al ancho de los hombros.
Se doblan los brazos por los codos para bajar las mancuernas hacia los lados de los pectorales/pecho, manteniendo los codos apuntando hacia los lados.
Se empujan las mancuernas hacia arriba, sin extender exageradamente los codos, varias veces, procurando inspirar cuando se tienen las mancuernas abajo a los costados, y expirar al extender los brazos hacia arriba.
Se repite el movimiento varias veces, según se haya establecido en la rutina/plan de entrenamiento. Siguiendo un número determinado de series y repeticiones, con un peso y a un ritmo de ejecución preestablecido, controlando el tiempo entre series o pausa/tiempo de recuperación durante el cual se pueden efectuar estiramientos específicos de la(s) zona(s) ejercitada(s).

## Algunos ejercicios tradicionales que pueden ser realizados por medio de mancuernas y/o barras con discos

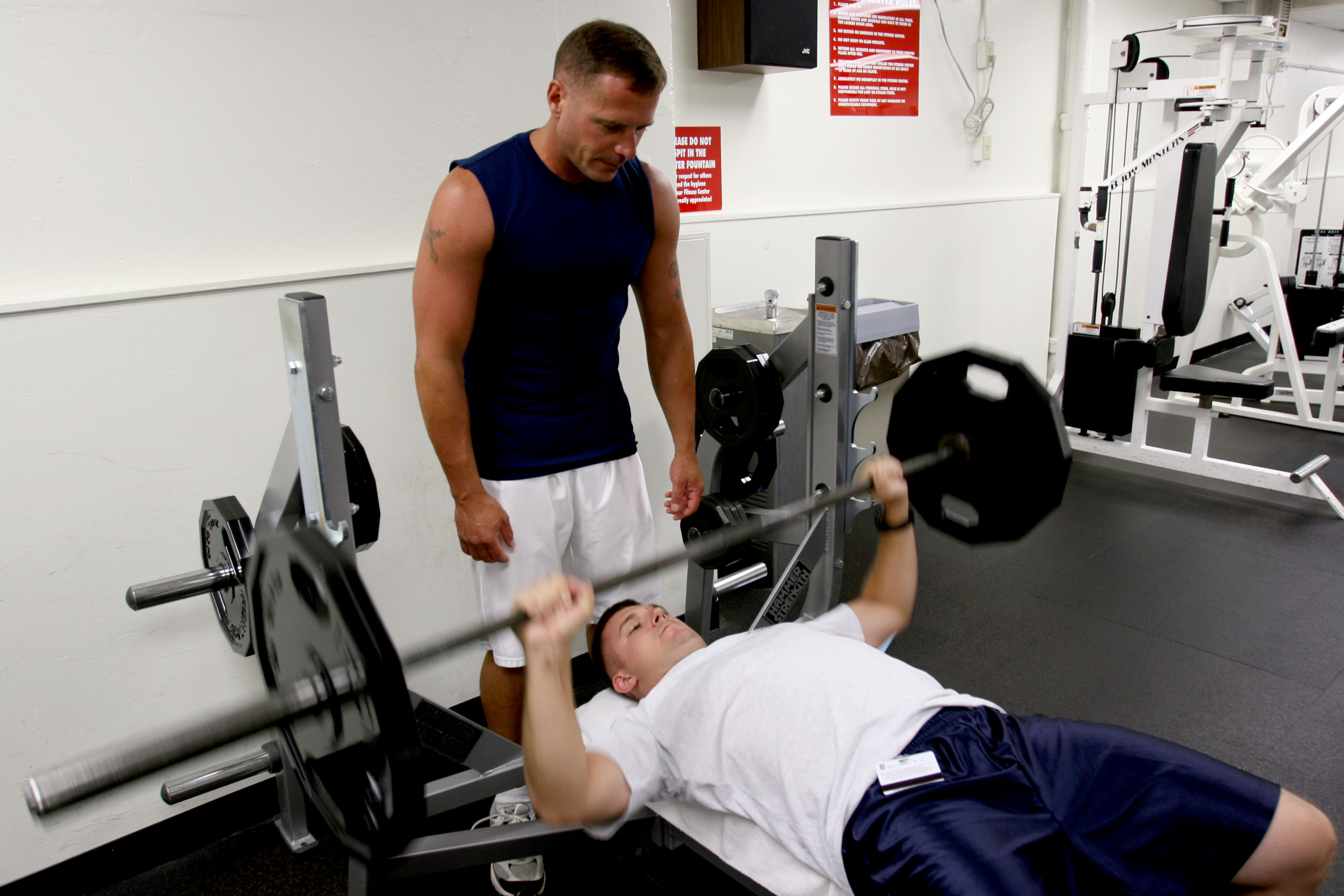
Un press de banca de barra

Cada una de las partes de nuestro cuerpo cuenta con sus propios límites respecto a rango de movimiento y función. Cada una se comporta y soporta las cargas o pesos de acuerdo a las características de cada individuo y a la manera en que éste realice su entrenamiento con pesas. Para evitar lesiones es necesario mantener siempre una postura e intensidad específicas y realizar movimientos sincronizados y adecuados, lo cual también es importante para evitar técnicas erróneas que con el tiempo son muy difíciles de corregir.
Uno de los aportes del entrenamiento con pesas a la salud es establecer una conexión entre cuerpo, mente y emociones que hace sentirnos bien tanto física como emocionalmente. Se puede practicar este tipo de valores en un rango de edades adecuadas, que va desde los 16/18 años hasta los 45/60, siempre y cuando sea con la ayuda y debida supervisión de entrenadores expertos y docentes especializados en acondicionamiento físico con pesas/cargas, ya que influye muchísimo que la programación de los ejercicios o rutinas sea progresiva y de acuerdo a la condición física, los objetivos a alcanzar, la preparación previa, las herramientas disponibles, los conocimientos y la experiencia individual. Los siguientes son algunos ejemplos de ejercicios de entrenamiento con pesas:
- Sentadillas (cuádriceps)
- Zancadas o desplantes (cuádriceps)
- Peso muerto (isquiotibiales)
- Hip thrust (glúteos)
- Press de banca (pecho)
- Fondos (pecho)
- Remo (espalda)
- Dominadas (espalda)
- Hiperextensiones con disco (espalda)
- Press militar (deltoides)
- Elevaciones laterales (deltoides)
- Curl de bíceps
- Copa o extensiones para tríceps
- Curl o flexión de abdomen con disco
- Encogimientos (trapecios)
- Curl invertido (antebrazos)
- Curl de muñeca (antebrazos)
- Extensiones de muñeca (antebrazos)

### Entrenamiento de potencia y pesas
Con el fin de mejorar su capacidad para moverse poderosamente una persona puede realizar ejercicios de salto con peso adicional añadido, por ejemplo, sostener mancuernas o usar un chaleco pesado. Otro método es lanzar un objeto pesado como una bola de medicina o una placa de peso.

## Tipos de fibras musculares involucrados en un entrenamiento con pesas
Las fibras musculares blancas son las que predominan en el trabajo de un entrenamiento con pesas. Mientras que las rojas lo hacen en una rutina de enfocada a la resistencia. Las fibras musculares blancas utilizan como principal fuente de energía el glucógeno muscular. En una rutina de musculación se agotan las reservas de glucógeno mediante el trabajo físico activo. La repetición de dicho proceso combinado con una correcta alimentación es lo que da lugar a un aumento del volumen muscular.